# اچ‌ام‌اس پروپویز (۱۸۰۴)
اچ‌ام‌اس پروپویز (۱۸۰۴) (به انگلیسی: HMS Porpoise (1804)) یک کشتی بود. این کشتی  در سال ۱۸۰۴ ساخته شد.